# High High
"High High" é uma canção da dupla sul-coreana GD&TOP, contida em seu álbum de estreia homônimo. Foi lançada em 15 de dezembro de 2010 pela YG Entertainment. Composta pela dupla juntamente com Teddy Park, responsável também por sua produção, a canção de electro-pop e hip hop, recebeu análises positivas da crítica especializada.
Após o seu lançamento, "High High" também tornou-se bem sucedida comercialmente, atingindo a posição de número três na parada sul-coreana Gaon Digital Chart e levando GD&TOP a sua primeira entrada na parada estadunidense Billboard World Digital Songs, através da posição de número dezessete.

## Antecedentes, composição e promoção
Em 29 de novembro de 2010, a YG Entertainment anunciou a data de lançamento do álbum de estreia de GD&TOP, incluindo sua lista de faixas e a informação de que as canções "High High" e "Oh Yeah", seriam lançadas como singles digitais em 15 de dezembro, antecedendo o lançamento de seu álbum auto-intitulado em 24 de dezembro do mesmo ano.
"High High" é uma canção de electro-pop e hip hop, que possui referências do hip hop old school. Ela contém demonstrações de "La Di Da Di", canção de Doug E. Fresh e Slick Rick de 1985. E. Alex Jung da publicação Vulture, descreveu-a como "sintetizadora de uma canção de pista de dança". Liricamente, "High High" inclui metáforas sexuais. Uma versão em língua japonesa da canção, foi incluída no lançamento de seu CD single japonês de nome "Oh Yeah", lançado em 7 de janeiro de 2012.
Para a sua promoção, a dupla realizou a primeira apresentação da canção através do programa de música Inkigayo da SBS, em 19 de dezembro, seguido pelo programa M! Countdown da Mnet, em 30 de dezembro. Mais tarde, em abril de 2012, o grupo estadunidense LMFAO divulgou em sua página oficial do Facebook, um mashup entre sua canção "Party Rock" e "High High", realizado pelo DJ Dave, o que atraiu atenção internacional a faixa.

## Recepção da crítica
"High High" obteve uma recepção positiva dos críticos de música. A revista Spin nomeou-a como a sétima maior canção de K-pop de todos os tempos, destacando como a canção cresce ao longo de sua execução, explodindo em um canto divertido. E concluiu dizendo que "isto é como LMFAO e Far East Movement querem soar". A revista coreana Ize, elogiou "High High" por utilizar-se da "cultura de clube" de maneira audaciosa, considerando seu resultado como sendo "refinado e digerível". Tamar Herman da Billboard, considerou o canto durante a ponte da canção, como "sendo um dos momentos mais atraentes e desconcertantes da carreira do Big Bang". Para Tom Breihan do Stereogum, a canção faz o clube de rap americano ser feito melhor pela dupla sul-coreana "do que por qualquer americano em muitos anos".

## Vídeo musical

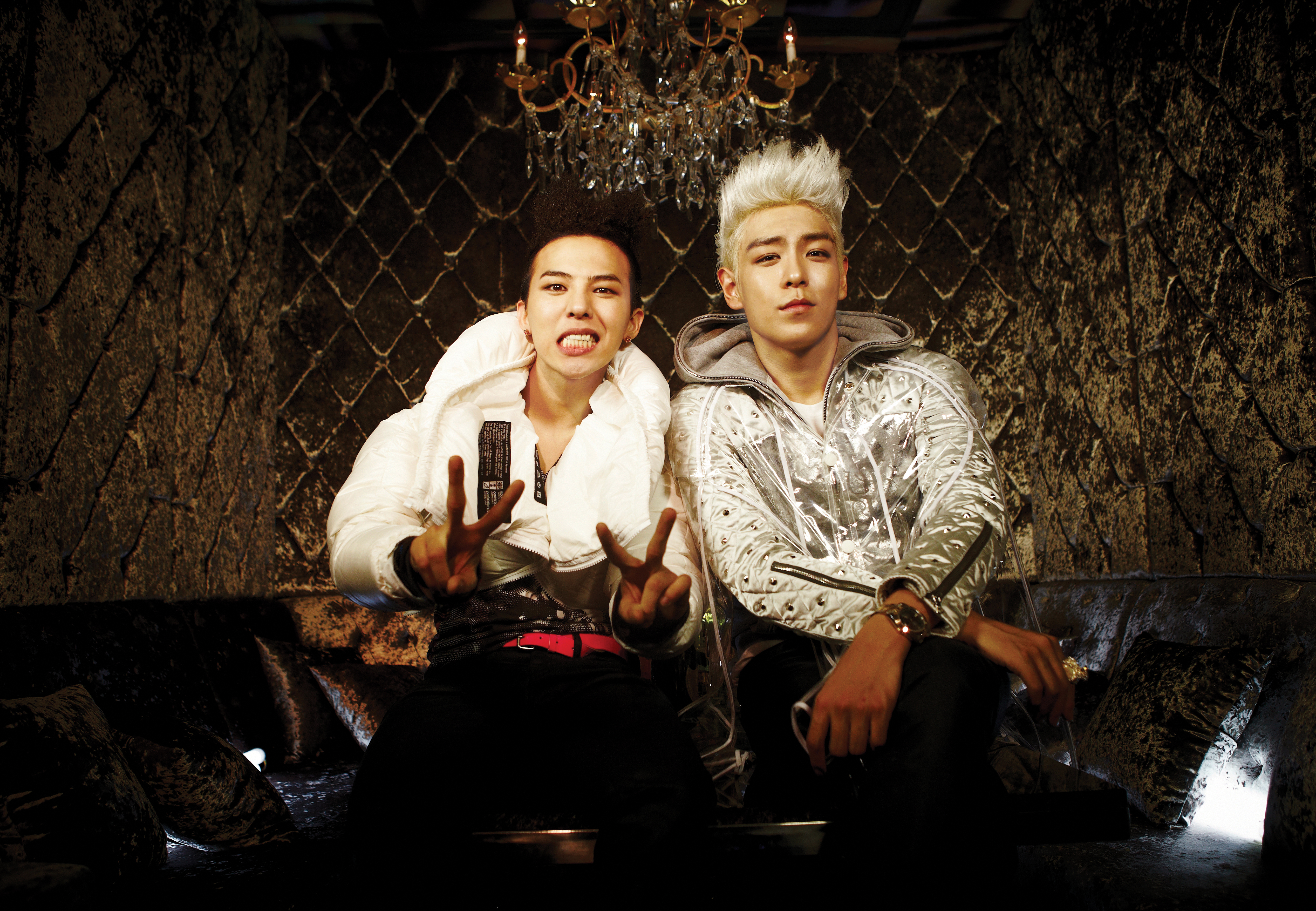
GD&TOP durante gravação do vídeo musical de "High High".

Em 14 de dezembro de 2010, GD&TOP participaram de um evento ao vivo transmitido pela plataforma de vídeos Youtube, onde realizaram o lançamento do vídeo musical de "High High", no dia seguinte, o mesmo tornou-se disponível no canal oficial do Big Bang. Suas filmagens ocorreram em um clube no bairro de Itaewon em Seul, Coreia do Sul. A produção possui a participação de seus companheiros de Big Bang, Taeyang e Seungri.
O vídeo musical foi nomeado pelo Stereogum como o quarto melhor vídeo de K-pop de todos os tempos, com GD&TOP sendo destacados durante a produção, como uma dupla que parece "ter mais diversão do que qualquer outra pessoa do cenário global da música pop".

## Desempenho nas paradas musicais
Na Coreia do Sul, "High High" estreou em número quatro nas paradas Gaon Digital Chart e Gaon Download Chart, e em número onze na Gaon Streaming Chart. Na semana seguinte, atingiu seu pico de número três nas três supracitadas paradas. Nos Estados Unidos, posicionou-se em número dezessete na Billboard World Digital Songs.
| Paradas (2010–11)                              | Melhor posição |
| ---------------------------------------------- | -------------- |
| Coreia do Sul (Gaon Weekly Digital Chart)      | 3              |
| Coreia do Sul (Gaon Monthly Digital Chart)     | 5              |
| Coreia do Sul (Gaon Weekly Download Chart)     | 3              |
| Coreia do Sul (Gaon Weekly Streaming Chart)    | 3              |
| Estados Unidos (Billboard World Digital Songs) | 17             |

| País          | Parada                     | Vendas    |
| ------------- | -------------------------- | --------- |
| Coreia do Sul | Gaon Download Chart (2011) | 1,338,924 |

| Paradas (2010–11)                              | Posição |
| ---------------------------------------------- | ------- |
| Coreia do Sul (Gaon Yearly Digital Chart 2010) | 144     |
| Coreia do Sul (Gaon Yearly Digital Chart 2011) | 83      |

### Vitórias em programas de música
| Data                 | Programa     | Emissora |
| -------------------- | ------------ | -------- |
| 6 de janeiro de 2011 | M! Countdown | Mnet     |
| 9 de janeiro de 2011 | Inkigayo     | SBS      |